# Walter Schaefer-Kehnert
Walter Schaefer-Kehnert (* 5. Februar 1918 in Kehnert; † 17. September 2006 in Remagen) war ein deutscher Agrarwissenschaftler und Hochschullehrer.

## Leben
Schaefer-Kehnerts Vater erwarb in der Kaiserzeit einen großen landwirtschaftlichen Betrieb in Kehnert, im heutigen Landkreis Stendal.
Schaefer-Kehnert absolvierte nach dem Abitur eine landwirtschaftliche Lehre. Er wurde Artillerie-Offizier und diente im Zweiten Weltkrieg u. a. an der Ostfront, bei Uman, Wjasma und Moskau. Er wurde mehrfach verwundet und zudem hoch dekoriert.
1956 wurde Schaefer-Kehnert zunächst Privatdozent und 1960 außerordentlicher Professor für landwirtschaftliche Betriebslehre an der Universität Göttingen. 1963 wurde er beurlaubt, um für die Weltbank in Washington zu arbeiten, zuletzt von 1980 bis 1983 als Leiter der landwirtschaftlichen Abteilung des Economic Development Institute.
2004 wurde er in dem Buch Persönlichkeiten aus Land- und Forstwirtschaft, Gartenbau und Veterinärmedizin verewigt.

## Auszeichnungen (Auswahl)
- Verwundetenabzeichen 1939 in Schwarz
- (Allgemeines) Sturmabzeichen (ohne zahlen), I.Stufe
- Eisernes Kreuz 1. und 2. Klasse
- Deutsches Kreuz in Gold[7]

## Veröffentlichungen (Auswahl)
- Wirtschaftlichkeit und Grenzen der Zugkraft-Motorisierung: Aus d. Arbeiten d. Institutes f. landw. Betriebs- u. Landarbeitslehre, 1953.
- Kosten und Wirtschaftlichkeit des Landmaschineneinsatzes, 1957.
- Entwicklungslinien der Mechanisierung in der westdeutschen Landwirtschaft, in: Landtechnik 16 (1961), S. 78–86.
- Die Kosten des Landmaschineneinsatzes, 1963.
- Entwicklungslinien der Mechanisierung in der Landwirtschaft der USA, 1964.
- Ansatzmöglichkeiten zur Förderung des landwirtschaftlichen Kreditwesens im karibischen Raum: Fallbeispiele Jamaika u. Dominikan. Republik; [diese Studie wurde als Forschungsvorhaben im Auftr. d. Bundesministeriums für Wirtschaftl. Zusammenarbeit von d. GFA-Ges. für Agrarprojekte in Übersee mbH, Hamburg, erstellt], 1986.